# Арепьев, Николай Фёдорович
Николай Фёдорович Арепьев (1852 — не ранее 1934) — русский педагог, этнограф и публицист; автор учебника «География России».

## Биография
Родился 1 (13) мая 1852 года года в Могилёвской губернии в семье обедневших дворян.
Среднее образование начал получать в Александровском уездном училище Риги, куда его отец был переведен по службе. Затем учился в реальной гимназии в Вильно, которую и окончил в 1871 году. Затем, как вольнослушатель посещал лекции на юридическом факультете Санкт-Петербургского университета. С 1872 года был воспитателем в семье начальника Балтийский броненосной эскадры генерал-адъютанта Г. И. Бутакова, у которого было трое детей. В 1878 году он получил должность преподавателя в Петербургской земледельческой колонии для малолетних преступников; в 1879 по 1881 гг. служил воспитателем в отделении малолетних преступников Петербургского тюремного комитета. В это время он начал печататься в петербургской периодической печати («Русская жизнь», «Неделя», «Речь», «Наблюдатель», «Голос» и др.), а также в специализированных педагогических изданиях — «Естествознание и география», «Народная школа», «Русская школа», «Образование», «Вестник воспитания».
В ноябре 1881 года он получил должность воспитателя пансиона при 3-й Санкт-Петербургской гимназии. В 1884 году он выдержал экзамен на звание учителя географии и истории и был зачислен в штат гимназии как воспитатель и преподаватель истории и географии в младших классах.
Был награждён орденами Св. Анны 2-й степени (1895) и Св. Станислава 2-й степени (1900); в 1910 году был произведён в чин статского советника и ему была назначена государственная пенсия «за 25-летнюю службу по ведомству Министерства народного просвещения». До 1915 года продолжал педагогическую деятельность в гимназии.
Составил «Путеводитель по окрестностям Петербурга» в шести выпусках (58 страниц карт с текстом. — СПб.: Типография «Т-ва худож. печати», 1901): Вып. 1; Вып. 2; Вып. 3; Вып. 4; Вып. 5; Вып. 6. Издал учебник «География России» и несколько атласов географических контур. Ему также принадлежат очерки: «Шотландский Песталоцци (Уильям Кворрер)» (СПб., 1888), «Илья Петрович Деркачев 1861—1896…» (М., 1896), «Женское медицинское образование в России» (М., 1898), «Родительский кружок в Петербурге» (1906).
Заинтересовавшись археологическими исследованиями, в 1900 году он прослушал курс лекций Археологического института и в 1902 году стал его членом-сотрудником. По распоряжению директора института Н. Покровского им был издано описание: Первый областной археологический съезд в России (СПб.: тип. П. П. Сойкина, 1904). В летние сезоны постоянно проводил археологические работы в Санкт-Петербургской губернии и на острове Вормс. Результатом его многолетней исследовательской деятельности стали рукопись «Остров Вормс и его обитатели шведы», а также вещественные и фото коллекции по этнографии шведов-колонистов, населявших остров. Благодаря Н. Ф. Арепьеву Этнографический отдел Русского музея (ныне Российский этнографический музей) стал обладателем историко-этнографических памятников по культуре шведов острова Вормс. Коллекция была дополнена Арепьевым материалами, собранными им на острове Руно. В 1912 году по поручению Этнографического отдела Русского музея Арепьев отправился в Уфимскую губернию, где собрал коллекции (169 экспонатов) по этнографии русских и марийцев.
Известно, что после революции 1917 года Арепьев продолжал преподавательскую деятельность; начиная с 1921 года он преподавал на общеобразовательных курсах, организованных при Доме просвещения им. А. И. Герцена; в 1923 году участвовал в подготовке 100-летнего юбилея 13-й советской трудовой школы (бывшей 3-й петербургской гимназии); отстаивал необходимость преподавания экономической географии.
По мнению его основного биографа, С. В. Степанова, скончался Н. Ф. Арепьев не ранее 1934 года. Обстоятельства и причины его смерти, как и место захоронения в настоящее время, неизвестны.

## Основные публикации
- Шотландский Песталоцци: [Уильям Кворрер] – СПб.: Тип. и хромолит. А. Траншель, 1888. – 19 с.
- Илья Петрович Деркачев 1861–1896: По поводу тридцатипятилетия его обществ.-пед. и лит. деятельности: Заметки Н.Ф. Арепьева: В прил.: список книг, журнальных и газетных статей И.П. Деркачева. – М.: Тип. О-ва распространения полез. книг, 1896. – 31 с.
- Организация общеобразовательных экскурсий в средней школе – М.: Типолитография т-ва И. Н. Кушнерев и К., 1901. – 17 с.
- Путеводитель по окрестностям Петербурга: в 6 вып. – СПб.: Тип. «Т-ва худож. печати», 1901. (Вып. I, Вып. II, Вып. III, Вып. IV, Вып. V)
- Первый областной съезд исследователей истории и древностей в России // Вестник археологии и истории, издаваемый Императорским Археологическим институтом. – СПб., 1904. – Вып. XVI. – С. 90–109.
- Родительский кружок в Петербурге. – СПб.: Т-во худож. печати, 1906. – 39 с.
- География России: Общ. очерк страны : Курс сред. учеб. заведений : [С карт. и ил.]. – СПб.: тип. «Т-во худож. печати», 1909. — 84 с., из них 2 с. объявл. : ил. карт.
- География России: Част. обозрение страны: Курс сред. учеб. заведений. – СПб.: Т-во М.О. Вольф, 1911. – 126 с.
- География в средней школе и школьные экскурсии: с проектом устава О-ва орг. экскурсий. – СПб.: Тип. Андерсона и Лойцянского, 1914. – 16 с.
- Остров Вормс и его шведское население – СПб.: Тип. А.Э. Коллинс (бывш. Э.Н. Эрлих), 1914. – [2], – 19 с.
- Экскурсии в средних школах Петрограда, с планом экскурсий по предметам на весь гимназический курс и с годичным планом для всех классов – Петроград: «Т-во худож. печати», 1917. – 14 с.
- За сто лет: воспоминания, статьи и материалы. – Пг.: 13 Сов. труд. шк., 1923. – [2], IV – 252 с[5].